# Dajuan Wagner
Dajuan Marquett Wagner (Camden, 4 febbraio 1983) è un ex cestista statunitense, professionista nella NBA e in Europa.
È alto 187 centimetri e pesa 85 kg. Ha giocato con i Cleveland Cavaliers nella National Basketball Association (NBA). È figlio di Milt Wagner, che ha giocato nella NBA negli anni 1980, con i Los Angeles Lakers.

## Carriera

### High school e college
Studente della Camden High School, si mise in luce giovanissimo segnando 100 punti in una partita contro la squadra del Gloucester Township Technical School, con risultato finale di 157 a 67. Nel 2001 ricevette il Naismith Prep Player of the year, un titolo assegnato solo ai più promettenti giocatori dell'NBA (come Kobe Bryant, LeBron James, Shane Battier, Chris Webber). Si iscrisse alla University of Memphis, dove fu nominato USA freshman of the year, most valuable player al NIT, leading scorer award e Honorable Mention All-America pick da parte della Associated Press. Segnò infatti in quella stagione 762 punti, per una media di 21,2 punti a partita e un career high di 32 punti. Nel 2001 partecipò al McDonald's All-american nel quale fu uno dei miglior realizzatori. Nel 2001 fu sesta scelta assoluta nel primo round del draft NBA 2002, selezionato dai Cleveland Cavaliers.

### NBA e Polonia
Nella sua stagione d'esordio realizzò una promettente media di 13,4 punti a partita, ma infortuni e problemi di salute frenarono la sua carriera nelle stagioni successive. Nel corso della stagione 2004-05, nella quale aveva giocato appena 11 partite, fu ricoverato in ospedale per una grave forma di colite. I Cavaliers non rinnovarono il suo contratto per la stagione 2005-06. Il 25 ottobre 2005 fu operato al Mt. Sinai Medical Center per l'asportazione del colon: rimase fuori dalle competizioni per l'intera stagione. Per la stagione 2006-07 aveva un contratto con i Golden State Warriors, ma tuttavia giocò solamente una partita. Durante la pausa che si è preso dall'NBA ha provato a giocare in una lega minore, riuscendo a mantenere una media di circa 60 punti a partita. Nel 2007 ha firmato un contratto in Polonia con il Prokom Trefl Sopot.
Dopo aver rotto il contratto con il Prokom Trefl Sopot è tornato ad allenarsi negli Stati Uniti; precisamente frequenta l'esclusivo gruppo di allenamento della A.T.T.A.C.K athletic training; è seguito da Tim Grover, lo stesso allenatore che lo preparò per il suo anno da rookie nella NBA.

### AmeriLeague
Dopo circa 7 anni, nel 2015 torna a calcare i campi nell'AmeriLeague, neonata lega statunitense,ma l'abbandona quasi subito.

## Statistiche

### College
| Anno      | Squadra        | PG | PT | MP   | TC%  | 3P%  | TL%  | RP  | AP  | PRP | SP  | PP   |
| --------- | -------------- | -- | -- | ---- | ---- | ---- | ---- | --- | --- | --- | --- | ---- |
| 2001-2002 | Memphis Tigers | 36 | 35 | 31,8 | 41,0 | 31,7 | 72,2 | 2,5 | 3,6 | 1,2 | 0,6 | 21,2 |
| Carriera  | Carriera       | 36 | 35 | 31,8 | 41,0 | 31,7 | 72,2 | 2,5 | 3,6 | 1,2 | 0,6 | 21,2 |

### NBA

#### Regular Season
| Anno      | Squadra             | PG  | PT | MP   | TC%  | 3P%  | TL%  | RP  | AP  | PRP | SP  | PP   |
| --------- | ------------------- | --- | -- | ---- | ---- | ---- | ---- | --- | --- | --- | --- | ---- |
| 2002-2003 | Cleveland Cavaliers | 47  | 24 | 29,5 | 36,9 | 31,6 | 80,0 | 1,7 | 2,8 | 0,8 | 0,1 | 13,4 |
| 2003-2004 | Cleveland Cavaliers | 44  | 4  | 16,1 | 36,6 | 36,0 | 68,1 | 1,3 | 1,2 | 0,6 | 0,2 | 6,5  |
| 2004-2005 | Cleveland Cavaliers | 11  | 0  | 9,3  | 32,7 | 19,2 | 75,0 | 0,2 | 1,2 | 0,5 | 0,0 | 4,0  |
| 2006-2007 | G.S. Warriors       | 1   | 0  | 7,0  | 100  | 100  | 50,0 | 0,0 | 1,0 | 0,0 | 0,0 | 4,0  |
| Carriera  | Carriera            | 103 | 28 | 21,4 | 36,6 | 32,1 | 77,0 | 1,4 | 1,9 | 0,7 | 0,1 | 9,4  |

## Curiosità
- Nella sua carriera ha indossato i seguenti numeri sulla divisa: 21, 2, 3, 0 e 9.
- Nella sua città natale, Camden (New Jersey), è stato soprannominato "Da Messiah", per le sue abilità in campo cestistico.

## Palmarès
- McDonald's All-American Game (2001)
- Campione NIT (2002)
- MVP National Invitation Tournament (2002)